# Bilal Nadir
Bilal Nadir (arabisch بلال نذير, DMG Bilāl Naḏīr; * 28. November 2003 in Nizza) ist ein marokkanisch-französischer Fußballspieler, der bei Olympique Marseille spielt.

## Karriere

### Verein
Nadir begann seine fußballerische Ausbildung 2009 im südfranzösischen Nizza beim OGC. Nach zahlreichen Jahren in der Jugend spielte er im Alter von 16 Jahren in der Saison 2020/21 einmal für die Reserve in der National 3. Im Sommer 2021 wechselte er zu Olympique Marseille, wo er seinen ersten Profivertrag unterschrieb. In der Saison 2021/22 spielte er vorrangig für die viertklassige Zweitmannschaft, stand aber auch schon im Kader der Profis. 2022/23 spielte er wieder nur für die Reserve und schoss dort in 19 Einsätzen drei Tore. Am sechsten Spieltag der Folgesaison wurde er bei einer 0:4-Niederlage gegen Paris Saint-Germain spät für Jonathan Clauss eingewechselt und debütierte somit in der Ligue 1. Bereits einen Monat später stand er als Einwechselspieler in der Europa League gegen AEK Athen auch schon das erste Mal international auf dem Platz.

### Nationalmannschaft
Nadir spielte von 2019 bis 2021 für Juniorennationalmannschaften Frankreichs, wo er die Altersklassen U16 und U19 vertrat. Ende des Jahres 2023 entschied er sich künftig für Marokko aufzulaufen und kam kurz darauf zu seinen ersten Einsätzen für das U23-Team.